# オトトキ
『オトトキ』（英: Vibration: THE YELLOW MONKEY）は、2017年に公開された日本のドキュメンタリー映画。2017年第22回釜山国際映画祭ワイド・アングル部門特別招待作品。2017年第30回東京国際映画祭特別招待作品。

## 概要
1988年に結成した日本のロックバンドTHE YELLOW MONKEYは、1990年代後半に日本のロックバンドの頂点に辿り着き、2004年に解散した。バンドは2016年1月8日に再結成、5月11日から日本全国アリーナ/ホールツアー「THE YELLOW MONKEY SUPER JAPAN TOUR 2016」を開始。松永大司監督はツアーに同行し、監督自身がカメラを手にバンドメンバーを撮影した。
このドキュメンタリーにナレーションは一切入っていない。エンドロールの「Horizon」以外にBGMはほとんど流れない。
THE YELLOW MONKEYはこの映画のためにバンドの原点である小規模のライブハウス「渋谷La.mama」で無観客ライブを行い、その演奏姿が随所に登場する。

## キャスト
- 吉井和哉（THE YELLOW MONKEY: ボーカル、ギター）
- 菊地英昭（THE YELLOW MONKEY: ギター）
- 廣瀬洋一（THE YELLOW MONKEY: ベース）
- 菊地英二（THE YELLOW MONKEY: ドラムス）
- 鶴谷崇（サポートミュージシャン: キーボード）
- 青木しん（THE YELLOW MONKEY SUPER PROJECT代表）
- 岩見幸広（PAエンジニア）
- 松永大司（監督/撮影）
- トニー・ヴィスコンティ（音楽プロデューサー）

## 収録曲
1. Subjective Late Show
2017年3月渋谷La.mama無観客ライブ。
バンドが再結成の準備で2015年8月に集まり、最初に音合わせをした曲でもある。
2. DRASTIC HOLIDAY
バンドの略年譜ダイジェスト映像内。
3. SO YOUNG
「THE YELLOW MONKEY SUPER JAPAN TOUR 2016」アリーナ/ホールツアー初日5月11日代々木競技場会場周辺の映像内。
4. ALRIGHT
「THE YELLOW MONKEY SUPER JAPAN TOUR 2016」初日5月11日代々木競技場会場周辺のインタビュー映像内。
5. プライマル。
「THE YELLOW MONKEY SUPER JAPAN TOUR 2016」初日5月11日代々木競技場1曲目。
6. 球根
「THE YELLOW MONKEY SUPER JAPAN TOUR 2016」神戸2日目7月27日ワールド記念ホール9曲目。菊地英昭・英二兄弟の父は東京で病床に臥していた。兄弟の父はこの日に亡くなり、バンドのショウは開演された。菊地英昭が1人で4分近くギター演奏した後、菊地英二のドラム、廣瀬のベースが加わったイントロに変わり、吉井の歌が始まる。菊地兄弟の父が好きな曲であった「球根」は、『オトトキ』演奏曲の中で唯一、全演奏が収録された。
7. Father
2017年3月渋谷La.mama無観客ライブ。
8. ALRIGHT
「THE YELLOW MONKEY SUPER JAPAN TOUR 2016 -YOKOHAMA SPECIAL-」アリーナツアーファイナル8月3日横浜アリーナ12曲目。
9. SPARK
「THE YELLOW MONKEY SUPER JAPAN TOUR 2016 -YOKOHAMA SPECIAL-」アリーナツアーファイナル8月3日横浜アリーナ13曲目。
10. 砂の塔
2016年8月16日レコーディング。
11. ALRIGHT
2016年11月スタジオリハーサル。
12. 太陽が燃えている
「THE YELLOW MONKEY SUPER JAPAN TOUR 2016-SUBJECTIVE LATE SHOW-」ホールツアー12月14日ひめぎんホール14曲目。
13. LOVERS ON BACKSTREET
2017年3月渋谷La.mama無観客ライブ。
14. Subjective Late Show
1992年5月19日リハーサルのカセットテープ音源。
バンドは2日後の1992年5月21日にメジャー・デビュー。
15. SLEEPLESS IMAGINATION
1991年渋谷La.mamaライブ。
16. 悲しきASIAN BOY
バンドの年末ライブ「メカラ ウロコ」2016年12月28日日本武道館アンコール最終曲。
17. JAM
NHK「紅白歌合戦」2016年12月31日23時11分モニター映像。
NHK出演後、バンドメンバーたちは「COUNTDOWN JAPAN 16/17」出演のため渋谷NHKホールから幕張メッセへ移動する。
18. 太陽が燃えている
2016年12月28日から2017年1月1日に行われたロッキング・オン企画制作の年越し音楽フェスティバル「COUNTDOWN JAPAN 16/17」出演3曲目。幕張メッセEARTH STAGEの最終出演者（大取り）を務めるTHE YELLOW MONKEYは年明けの2017年1月1日午前1時に出演。ボーカルの吉井はこの出演時、歌声に著しい不調が生じた[1]。
19. バラ色の日々
音楽フェスティバル「COUNTDOWN JAPAN 16/17」。2017年1月1日。幕張メッセ。「太陽が燃えている」の後、一旦ステージを降りたバンドは、15分の休止後、ステージに戻る[1]。
20. バラ色の日々
2017年3月渋谷La.mama無観客ライブ。
21. Romantist Taste
2017年3月渋谷La.mama無観客ライブ。
22. Horizon
エンディングテーマ。

## DVD&Blu-ray
2018年3月28日、『オトトキ』DVD1種とBlu-ray3種がリリースされた。Blu-ray豪華版はボーナスDVDが同梱。本編未収録映像、釜山国際映画祭密着映像、東京国際映画祭舞台挨拶、2017年11月11日初日舞台挨拶を収録。Blu-rayファンクラブ限定盤は、前述の豪華版ボーナスDVD＋スペシャルDVDが同梱。渋谷La.mama無観客ライブ映像特別編集版（10曲50分）を収録。
スペシャルDVD収録曲
1. Subjective Late Show
2. Chelsea Girl
3. LOVE IS ZOOPHILIA
4. LOVERS ON BACKSTREET
5. 球根
6. This Is For You
7. Father
8. バラ色の日々
9. WELCOME TO MY DOGHOUSE
10. Romantist Taste

## 渋谷La.mama VR映像&音源CD
松永監督は、渋谷La.mama無観客ライブの撮影にて、VRカメラを回していた。これはバンドメンバーたちに内緒で行われた企画で、松永が考案した。『オトトキ』劇場公開2周年記念として、バンド初のVR（バーチャル・リアリティ）作品となるこのVR映像（4曲）と、渋谷La.mama無観客ライブCD（10曲）が、レコチョク運営のプラットフォーム「WIZY」から期間限定（2019年6月21日-9月8日）で販売された。2019年11月15日より11月21日までの期間、新宿バルト9にて、『オトトキ』本編+VR映像のスペシャル上映会が開催された。
VR映像収録曲
1. Subjective Late Show
2. Chelsea Girl
3. LOVERS ON BACKSTREET
4. Father